# Torkild Garp
Torkild Garp, född 31 januari 1883, död 16 februari 1976, var en dansk gymnast.
Garp tävlade för Danmark vid olympiska sommarspelen 1912 i Stockholm, där han var med och tog silver i lagtävlingen i svenskt system. 